# Кавчич, Стане
Стане Кавчич (словен. Stane Kavčič; 13 октября 1919, Любляна, Королевство Югославия — 27 марта 1987, Любляна, Социалистическая Республика Словения, СФРЮ) — югославский и словенский политический деятель, председатель Исполнительного Веча Социалистической Республики Словения (1967—1972). В 1972 году ушёл из политики в свете кампании по борьбе с национализмом в республиках СФРЮ после так называемой "Хорватской весны".

## Биография

#### Ранние годы
Родился 13 октября 1919 года в Любляне.
В юности и до Второй мировой войны - профсоюзный работник и активист.

#### Политическая карьера
С 1941 года - член Коммунистической партии Словении (КПС; с 1952 года - Союз коммунистов Словении (СКС)).
В ходе Народно-освободительной войны в Югославии - партизан Народно-освободительной армии Югославии (НОАЮ), видный деятель КПС, член Ассоциации словенского народа, глава организации КПС в Запрешиче, стажировался в СССР.
В 1945-1949 годах - ответственный секретарь ЦК КПС, в 1947-1951 - заместитель председателя Народной Скупщины Народной Республики Словения (НР Словения; с 1963 года - Социалистическая Республика Словения (СР Словения)), член Политбюро/Исполнительного Комитета КПС/СКС. Заместитель председателя Исполнительного Веча НР Словения (1951-1956). Секретарь ЦК КПС по идеологии (1963-1966).

#### Во главе словенского правительства
В 1967-1972 годах - председатель Исполнительного Веча (глава правительства) СР Словения. Член Президиума ЦК СКС (1969-1972).
Как глава словенского правительства, придерживался либеральных и левонационалистических взглядов, выступал за проведение глубоких экономических реформ, расширение связей и сотрудничества с Западом, всячески отстаивал интересы Словении в рамках СФРЮ, пытался расширить сотрудничество республики с Италией и другими странами Запада. Если в 1960-е годы президент СФРЮ Иосип Броз Тито был более-менее терпим к политикам типа Кавчича, то в начале 1970-х годов, после "Хорватской весны", он стал к ним нетерпим. Кавчич, который в 1971 году фактически поддержал хорватское руководство в рамках "Хорватской весны" и считал нужным преобразование СФРЮ в конфедерацию, попал в немилость, и в ноябре 1972 года вынужден был оставить все занимаемые им посты и уйти из политики.

#### После ухода из политики
После ухода из политики Кавчич проживал в Любляне, где и умер 27 марта 1987 года.

## Память
В октябре 2009 года Кавчичу был установлен бюст в Любляне.

## Награды
- Орден Национального освобождения (СФРЮ).
- Орден Республики I степени (СФРЮ).
- Орден "За заслуги перед народом" I степени (СФРЮ).
- Орден Братства и единства I степени (СФРЮ).
- Партизанский памятный знак 1941 года (СФРЮ).